# Placentonema gigantissima
Placentonema gigantissima (лат.) — вид гигантских паразитических круглых червей рода Placentonema. Самые крупные представители типа Нематоды — длина самок составляет до 8,5 м. Паразитируют на кашалотах.
Вид был описан в 1951 году Н. М. Губановым (Горьковский государственный педагогический институт, Нижний Новгород) из района Курильских островов и первоначально отнесён к семейству Crassicaudidae. Их впервые нашли в плаценте самок кашалотов.
Зрелые яйца (содержат сформировавшуюся личинку) овальные, размером 0,03—0,049 мм. Самки достигают в длину до 8,5 м, в ширину — 15—25 мм. Анус находится примерно в 1 м от конца тела. Самцы мельче — длина 2,04—3,75 м, ширина — 8—9 мм.